# Pulau Sapudi
Pulau Sapudi är en ö i Indonesien.   Den ligger i provinsen Jawa Timur, i den västra delen av landet, 800 km öster om huvudstaden Jakarta. Arean är 128 kvadratkilometer.
Terrängen på Pulau Sapudi är platt. Öns högsta punkt är 126 meter över havet. Den sträcker sig 14,2 kilometer i nord-sydlig riktning, och 15,0 kilometer i öst-västlig riktning.  Omgivningarna runt Pulau Sapudi är en mosaik av jordbruksmark och naturlig växtlighet.